# Umri Kalan
Umri Kalan è una suddivisione dell'India, classificata come nagar panchayat, di 15.290 abitanti, situata nel distretto di Moradabad, nello stato federato dell'Uttar Pradesh.